# آسیاب مظفر
آسیاب مظفر یک روستا در ایران است که در دهستان آبدان واقع شده‌است.